# مرانیا
مرانیا (به اسپانیایی: Moraña) یک شهرستان در اسپانیا است.

## خصوصیات
مرانیا ۴۱٫۵۰ کیلومترمربع مساحت و ۴٬۲۸۱ نفر جمعیت دارد.